# Départements de la Côte d'Ivoire
Les départements de la Côte d'Ivoire sont une division administrative et une ancienne collectivité territoriale. Le pays est subdivisé en 111 départements, regroupés en 31 régions et 14 districts autonomes.
Les départements sont à leur tour subdivisés en 509 sous-préfectures.

Carte des départements, régions et districts autonomes de la Côte d'Ivoire. Les fonds et noms de couleurs indiquent les régions et districts autonomes (fond rouge, nom magenta).

## Liste des départements par région et les 12 districts
| Région ou district                | Département                                    |
| District autonome d'Abidjan       | Abidjan                                        |
| Région de l'Agnéby-Tiassa         | Agboville Sikensi Taabo Tiassalé               |
| Région du Bafing                  | Koro Ouaninou Touba                            |
| Région du Bagoué                  | Boundiali Kouto Tengréla                       |
| Région du Bélier                  | Didiévi Djékanou Tiébissou Toumodi             |
| Région du Béré                    | Dianra Kounahiri Mankono                       |
| Région de Bounkani                | Bouna Doropo Nassian Téhini                    |
| Région du Cavally                 | Bloléquin Guiglo Taï Toulepleu                 |
| Région du Folon                   | Kaniasso Minignan                              |
| Région du Gbêkê                   | Béoumi Botro Bouaké Sakassou                   |
| Région du Gbôklé                  | Fresco Sassandra                               |
| Région du Gôh                     | Gagnoa Oumé                                    |
| Région du Gontougou               | Bondoukou Koun-Fao Sandégué Tanda Transua      |
| Région du Grands Ponts            | Dabou Grand-Lahou Jacqueville                  |
| Région du Guémon                  | Bangolo Duékoué Facobly Kouibly                |
| Région du Haut-Sassandra          | Daloa Issia Vavoua Zoukougbeu                  |
| Région de l'Iffou                 | Daoukro M’Bahiakro Ouellé Prikro               |
| Région de l'Indénié-Djuablin      | Abengourou Agnibilékrou Bettié                 |
| Région du Kabadougou              | Gbéléban Madinani Odienné Samatiguila Séguélon |
| Région de La Mé                   | Adzopé Akoupé Alépé Yakassé-Attobrou           |
| Région du Lôh-Djiboua             | Divo Guitry Lakota                             |
| Région de la Marahoué             | Bonon Bouaflé Gohitafla Sinfra Zuénoula        |
| Région du Hambol                  | Dabakala Katiola Niakaramadougou               |
| Région du Moronou                 | Arrah Bongouanou M’Batto                       |
| Région de la Nawa                 | Buyo Guéyo Méagui Soubré                       |
| Région du N'Zi                    | Bocanda Dimbokro Kouassi-Kouassikro            |
| Région du Poro                    | Dikodougou Korhogo M’Bengué Sinématiali        |
| Région de San-Pédro               | San-Pédro Tabou                                |
| Région du Sud-Comoé               | Aboisso Adiaké Grand-Bassam Tiapoum            |
| Région du Tchologo                | Ferkessédougou Kong Ouangolodougou             |
| Région du Tonkpi                  | Biankouma Danané Man Sipilou Zouan-Hounien     |
| Région du Worodougou              | Kani Séguéla                                   |
| District autonome de Yamoussoukro | Attiégouakro Yamoussoukro                      |